# 国营金安农场
国营金安农场是位于中国海南省澄迈县一个类似乡级单位。

## 行政区划
下辖以下地区：
国营金安场部社区、国营金安农场金安作业区、国营金安农场潭烈作业区、国营金安农场新田作业区、国营金安农场吾录作业区和国营金安农场书富作业区。